# Dobranadzieja (gromada)
Dobranadzieja (od 1 I 1960 Ludwina) – dawna gromada, czyli najmniejsza jednostka podziału terytorialnego Polskiej Rzeczypospolitej Ludowej w latach 1954–1972.
Gromady, z gromadzkimi radami narodowymi (GRN) jako organami władzy najniższego stopnia na wsi, funkcjonowały od reformy reorganizującej administrację wiejską przeprowadzonej jesienią 1954 do momentu ich zniesienia z dniem 1 stycznia 1973, tym samym wypierając organizację gminną w latach 1954–1972.
Gromadę Dobranadzieja z siedzibą GRN w Dobrejnadziei (w obecnej pisowni Dobra Nadzieja) utworzono – jako jedną z 8759 gromad na obszarze Polski – w powiecie jarocińskim w woj. poznańskim, na mocy uchwały nr 22/54 WRN w Poznaniu z dnia 5 października 1954. W skład jednostki weszły obszary dotychczasowych gromad Dobranadzieja, Ludwina i Zielonałąka ze zniesionej gminy Pleszew oraz obszar dotychczasowej gromady Cieśle ze zniesionej gminy Gołuchów – w tymże powiecie. Dla gromady ustalono 10 członków gromadzkiej rady narodowej.
1 stycznia 1956 gromada weszła w skład nowo utworzonego powiatu pleszewskiego w tymże województwie.
Gromadę zniesiono 1 stycznia 1960 w związku z przeniesieniem siedziby GRN z Dobrejnadziei do Ludwiny i zmianą nazwy jednostki na gromada Ludwina.